# Laren, Noord-Holland

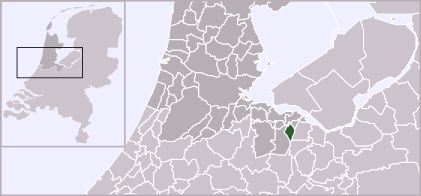
Larens läge

Laren är en ort och kommun i nordvästra Nederländerna i provinsen Noord-Holland. Kommunen har en area på 12,39 km² (vilket 0,17 km² utgörs av vatten) och en folkmängd på 11 590 invånare (2004).